# 2004-es labdarúgó-Európa-bajnokság
A 2004-es labdarúgó-Európa-bajnokság, vagy egyszerűen csak az EURO 2004 volt a 12. a labdarúgó-Európa-bajnokságok történetében, melyet Portugáliában rendeztek 2004. június 12. és július 4. között. Portugália a spanyol és az osztrák-magyar közös pályázatot megelőzve nyerte el a rendezés jogát 1999. október 12-én. A mérkőzések helyszínének 8 város 10 stadionja adott otthont. Ahogyan az ezt megelőző két tornán ezen is 16 csapat vett részt. A rendező mellé a selejtezők után csatlakozott a maradék 15 válogatott. Lettország története során először jutott ki az Európa-bajnokságra, míg Görögország 24 év után vett részt ismét.
A torna nem kevés meglepetést hozott, többek között a végső győzelemre is esélyesnek tartott válogatottak közül Németország, Spanyolország, Olaszország már a csoportkör után búcsúzni kényszerült, a címvédő Franciaország pedig a negyeddöntőben esett ki. Először fordult elő az Európa-bajnokságok történetében, hogy a finálét ugyanaz a két együttes játszotta, akik a torna nyitómérkőzést.
A döntőt 2004. július 4-én rendezték és majdnem megismétlődött a nyitómérkőzés eredménye, amelyen a házigazda portugálok játszottak a görögökkel. A döntő 57. percében Baszinász szögletét Harisztéasz fejelte a kapuba és így Görögország 1–0-ra győzött. A hellének győzelme – akik még soha nem nyertek rangos tornát – óriási meglepetés volt (a legnagyobbnak számító angliai bukméker irodák az Európa-bajnokság előtt 100:1-re taksálták az arányszámot egy esetleges görög győzelemre). A sportszakértők, kommentátorok és a közvélemény szerint soha még ennyire esélytelennek tartott csapat nem nyert rangos tornát.

## Helyszínek
| Lisszabon                   | Lisszabon                                                        | Porto                          |
| --------------------------- | ---------------------------------------------------------------- | ------------------------------ |
| Estádio da Luz              | Estádio José Alvalade                                            | Estádio do Dragão              |
| Férőhely: 65 647            | Férőhely: 50 466                                                 | Férőhely: 50 476               |
| Estádio da Luz              | Estádio José Alvalade                                            | Estádio do Dragão              |
| Aveiro                      | Lisszabon Porto Aveiro Coimbra Braga Guimarães Faro Loulé Leiria | Coimbra                        |
| Estádio Municipal de Aveiro | Lisszabon Porto Aveiro Coimbra Braga Guimarães Faro Loulé Leiria | Estádio Cidade de Coimbra      |
| Férőhely: 30 970            | Lisszabon Porto Aveiro Coimbra Braga Guimarães Faro Loulé Leiria | Férőhely: 30 210               |
| Estádio Municipal de Aveiro | Lisszabon Porto Aveiro Coimbra Braga Guimarães Faro Loulé Leiria | Estádio Cidade de Coimbra      |
| Braga                       | Lisszabon Porto Aveiro Coimbra Braga Guimarães Faro Loulé Leiria | Guimarães                      |
| Estádio Municipal de Braga  | Lisszabon Porto Aveiro Coimbra Braga Guimarães Faro Loulé Leiria | Estádio D. Afonso Henriques    |
| Férőhely: 30 154            | Lisszabon Porto Aveiro Coimbra Braga Guimarães Faro Loulé Leiria | Férőhely: 30 146               |
| Estádio Municipal de Braga  | Lisszabon Porto Aveiro Coimbra Braga Guimarães Faro Loulé Leiria | Estádio Municipal de Guimarães |
| Faro/Loulé                  | Porto                                                            | Leiria                         |
| Algarve Stadion             | Estádio do Bessa Século XXI                                      | Estádio Dr. Magalhães Pessoa   |
| Férőhely: 30 002            | Férőhely: 28 263                                                 | Férőhely: 23 850               |
| Estádio do Algarve          | Estádio do Bessa Século XXI                                      | Estádio Dr. Magalhães Pessoa   |

## Selejtezők
Az Európa-bajnokság selejtező mérkőzéseit 2002 szeptembere és 2003 novembere között játszották le. Ötven csapatot osztottak összesen tíz csoportba. Minden válogatott kétszer játszott a saját csoportjában lévő csapatokkal, egyet hazai pályán és egyet idegenben. A csoportgyőztesek automatikusan kijutottak a tornára, a második helyezettek oda-visszavágós párharcban pót selejtezők keretében döntötték el a további öt szabad hely sorsát. A rendező ország válogatottjának nem kellett selejtezőt játszania, mivel az automatikus résztvevőnek számított. A 10 csoportelső plusz a rájátszást megnyerő -csoport második- 5 csapat és a rendező ország válogatottja alkotta a 2004-es labdarúgó-Európa-bajnokság 16 résztvevőjét.

## Résztvevők
A 16 részt vevő válogatott közül 10 az előző 2000-es Eb-n is a mezőny tagjai volt. Lettország első alkalommal jutott ki, míg Görögország 24 év után vett részt ismét a tornán. Bulgária, Horvátország, Oroszország és Svájc az 1996-os debütálása óta másodjára jutott ki az Európa-bajnokságra.
| Ország        | Kvalifikáció módja    | Kvalifikáció időpontja | Korábbi részvételek1, 2                                 |
| ------------- | --------------------- | ---------------------- | ------------------------------------------------------- |
| Portugália    | Rendező               | 1999. október 23.      | 3 (1984, 1996, 2000)                                    |
| Franciaország | 1. csoport győztese   | 2003. szeptember 10.   | 5 (1960, 1984, 1992, 1996, 2000)                        |
| Dánia         | 2. csoport győztese   | 2003. október 11.      | 6 (1964, 1984, 1988, 1992, 1996, 2000)                  |
| Csehország    | 3. csoport győztese   | 2003. szeptember 10.   | 5 (1960,3 1976,3 1980,3 1996, 2000)                     |
| Svédország    | 4. csoport győztese   | 2003. szeptember 10.   | 2 (1992, 2000)                                          |
| Németország   | 5. csoport győztese   | 2003. október 11.      | 8 (1972,4 1976,4 1980,4 1984,4 1988,4 1992, 1996, 2000) |
| Görögország   | 6. csoport győztese   | 2003. október 11.      | 1 (1980)                                                |
| Anglia        | 7. csoport győztese   | 2003. október 11.      | 6 (1968, 1980, 1988, 1992, 1996, 2000)                  |
| Bulgária      | 8. csoport győztese   | 2003. szeptember 10.   | 1 (1996)                                                |
| Olaszország   | 9. csoport győztese   | 2003. október 11.      | 5 (1968, 1980, 1988, 1996, 2000)                        |
| Svájc         | 10. csoport győztese  | 2003. október 11.      | 1 (1996)                                                |
| Horvátország  | pótselejtező győztese | 2003. november 19.     | 1 (1996)                                                |
| Lettország    | pótselejtező győztese | 2003. november 19.     | 0 (első alkalom)                                        |
| Hollandia     | pótselejtező győztese | 2003. november 19.     | 6 (1976, 1980, 1988, 1992, 1996, 2000)                  |
| Spanyolország | pótselejtező győztese | 2003. november 19.     | 6 (1964, 1980, 1984, 1988, 1996, 2000)                  |
| Oroszország   | pótselejtező győztese | 2003. november 19.     | 7 (1960,5 1964,5 1968,5 1972,5 1988,5 1992,6 1996)      |

1 Félkövérrel van jelölve amikor az adott évbe megnyerte a tornát
2 Dölt betűvel van jelölve, amikor rendezőként szerepelt
3 Csehszlovákiaként
4 NSZK-ként
5 Szovjetunióként
6 Független Államok Közösségeként

## Sorsolás
| 1. kalap                                                       | 2. kalap                                           | 3. kalap                                       | 4. kalap                                    |
| -------------------------------------------------------------- | -------------------------------------------------- | ---------------------------------------------- | ------------------------------------------- |
| Portugália (rendező) · Franciaország · Svédország · Csehország | Olaszország · Spanyolország · Anglia · Németország | Hollandia · Horvátország · Oroszország · Dánia | Bulgária · Svájc · Görögország · Lettország |

## Játékvezetők
Az UEFA 2003. december 4-én nevezte meg a tornán tevékenykedő 12 játékvezetőt és a 4 negyedik számú játékvezetőt.
| Ország        | Játékvezető            | Asszisztensek                                   |
| ------------- | ---------------------- | ----------------------------------------------- |
| Dánia         | Kim Milton Nielsen     | Jens Larsen Jørgen Jepsen                       |
| Anglia        | Mike Riley             | Philip Richard Sharp Glenn Turner               |
| Franciaország | Gilles Veissière       | Frédéric Arnault Serge Vallin                   |
| Németország   | Markus Merk            | Christian Schräer Jan-Henrik Salver             |
| Olaszország   | Pierluigi Collina      | Marco Ivaldi Narciso Pisacreta                  |
| Norvégia      | Terje Hauge            | Ole Hermann Borgan Steinar Holvik               |
| Portugália    | Lucílio Batista        | José Cardinal Paulo Januário                    |
| Oroszország   | Valentyin Ivanov       | Gennagyij Kraszjuk Vlagyimir Jenyutyin          |
| Szlovákia     | Ľuboš Micheľ           | Igor Šramka Martin Balko                        |
| Spanyolország | Manuel Mejuto González | Oscar Martínez Samaniego Rafael Guerrero Alonso |
| Svédország    | Anders Frisk           | Kenneth Petersson Peter Ekström                 |
| Svájc         | Urs Meier              | Francesco Buragina Rudolf Käppeli               |

| Ország      | Negyedik játékvezető |
| ----------- | -------------------- |
| Belgium     | Frank De Bleeckere   |
| Görögország | Kírosz Vasszárasz    |
| Luxemburg   | Alain Hamer          |
| Skócia      | Stuart Dougal        |

## Csoportkör
A sorrend meghatározása
Az Európa-bajnokság csoportjaiban ha két vagy több csapat a csoportmérkőzések után azonos pontszámmal állt, a következő pontok alapján kellett megállapítani a sorrendet:
1. több szerzett pont az azonosan álló csapatok között lejátszott mérkőzéseken
2. jobb gólkülönbség az azonosan álló csapatok között lejátszott mérkőzéseken (ha kettőnél több csapat áll azonos pontszámmal)
3. több szerzett gól az azonosan álló csapatok között lejátszott mérkőzéseken (ha kettőnél több csapat áll azonos pontszámmal)
4. jobb gólkülönbség az összes csoportmérkőzésen
5. több szerzett gól az összes csoportmérkőzésen
6. jobb együttható a 2004-es Eb-selejtezők és a 2002-es vb-selejtezők alapján
7. jobb fair play pontszám
8. sorsolás

Ha két csapat holtversenyben állt úgy, hogy az utolsó csoportmérkőzést egymás ellen játszották (azaz az utolsó csoportmérkőzés, amelyet egymás ellen lejátszottak, döntetlen lett, és a pontszámuk, összesített gólkülönbségük, az összes szerzett góljuk száma is azonos) és nincs harmadik csapat, amely velük azonos pontszámmal áll, akkor közöttük büntetőrúgások döntöttek a sorrendről. Erre a pontra azonban nem volt szükség.
Az időpontok helyi idő szerint (UTC+1), zárójelben magyar idő szerint (UTC+2) olvashatók.

### A csoport
| Hely. | Csapat         | M | Gy | D | V | G+ | G– | Gk | P | Továbbjutás                                |
| ----- | -------------- | - | -- | - | - | -- | -- | -- | - | ------------------------------------------ |
| 1.    | Portugália (R) | 3 | 2  | 0 | 1 | 4  | 2  | +2 | 6 | Továbbjutott az egyenes kieséses szakaszba |
| 2.    | Görögország    | 3 | 1  | 1 | 1 | 4  | 4  | 0  | 4 | Továbbjutott az egyenes kieséses szakaszba |
| 3.    | Spanyolország  | 3 | 1  | 1 | 1 | 2  | 2  | 0  | 4 |                                            |
| 4.    | Oroszország    | 3 | 1  | 0 | 2 | 2  | 4  | −2 | 3 |                                            |

1. 1 2  Az egymás elleni eredmény (Görögország 1–1 Spanyolország) és az összes gólkülönbség (0) is döntetlen. A több szerzett gól döntött.

| 2004. június 12. 17:00 (18:00) |

| Portugália    | 1–2                         | Görögország                             |
| ------------- | --------------------------- | --------------------------------------- |
| Ronaldo 90+3' | (0–1) Jegyzőkönyv Részletek | Karangúnisz 7' Baszinász 51' (11-esből) |

| Estádio do Dragão, Porto Nézőszám: 48 761 Játékvezető: Pierluigi Collina (olasz) |

| 2004. június 12. 19:45 (20:45) |

| Spanyolország | 1–0                         | Oroszország |
| ------------- | --------------------------- | ----------- |
| Valerón 60'   | (0–0) Jegyzőkönyv Részletek |             |

| Algarve Stadion, Loulé Nézőszám: 28 182 Játékvezető: Urs Meier (svájci) |

| 2004. június 16. 17:00 (18:00) |

| Görögország     | 1–1                         | Spanyolország |
| --------------- | --------------------------- | ------------- |
| Harisztéasz 66' | (0–1) Jegyzőkönyv Részletek | Morientes 28' |

| Estádio do Bessa Século XXI, Porto Nézőszám: 25 444 Játékvezető: Ľuboš Micheľ (szlovák) |

| 2004. június 16. 19:45 (20:45) |

| Oroszország | 0–2                         | Portugália               |
| ----------- | --------------------------- | ------------------------ |
|             | (0–1) Jegyzőkönyv Részletek | Maniche 7' Rui Costa 89' |

| Estádio da Luz, Lisszabon Nézőszám: 59 273 Játékvezető: Terje Hauge (norvég) |

| 2004. június 20. 19:45 (20:45) |

| Spanyolország | 0–1                         | Portugália     |
| ------------- | --------------------------- | -------------- |
|               | (0–0) Jegyzőkönyv Részletek | Nuno Gomes 57' |

| Estádio José Alvalade, Lisszabon Nézőszám: 47 491 Játékvezető: Anders Frisk (svéd) |

| 2004. június 20. 19:45 (20:45) |

| Oroszország               | 2–1                         | Görögország |
| ------------------------- | --------------------------- | ----------- |
| Kiricsenko 2' Bulikin 17' | (2–1) Jegyzőkönyv Részletek | Vrízasz 47' |

| Algarve Stadion, Loulé Nézőszám: 24 347 Játékvezető: Gilles Veissière (francia) |

### B csoport
| Hely. | Csapat        | M | Gy | D | V | G+ | G– | Gk | P | Továbbjutás                                |
| ----- | ------------- | - | -- | - | - | -- | -- | -- | - | ------------------------------------------ |
| 1.    | Franciaország | 3 | 2  | 1 | 0 | 7  | 4  | +3 | 7 | Továbbjutott az egyenes kieséses szakaszba |
| 2.    | Anglia        | 3 | 2  | 0 | 1 | 8  | 4  | +4 | 6 | Továbbjutott az egyenes kieséses szakaszba |
| 3.    | Horvátország  | 3 | 0  | 2 | 1 | 4  | 6  | −2 | 2 |                                            |
| 4.    | Svájc         | 3 | 0  | 1 | 2 | 1  | 6  | −5 | 1 |                                            |

| 2004. június 13. 17:00 (18:00) |

| Svájc | 0–0                   | Horvátország |
| ----- | --------------------- | ------------ |
|       | Jegyzőkönyv Részletek |              |

| Estádio Dr. Magalhães Pessoa, Leiria Nézőszám: 24 090 Játékvezető: Lucílio Batista (portugál) |

| 2004. június 13. 19:45 (20:45) |

| Franciaország      | 2–1                         | Anglia      |
| ------------------ | --------------------------- | ----------- |
| Zidane 90+1' 90+3' | (0–1) Jegyzőkönyv Részletek | Lampard 38' |

| Estádio da Luz, Lisszabon Nézőszám: 62 487 Játékvezető: Markus Merk (német) |

| 2004. június 17. 19:00 |

| Anglia                     | 3–0                         | Svájc |
| -------------------------- | --------------------------- | ----- |
| Rooney 23' 75' Gerrard 82' | (1–0) Jegyzőkönyv Részletek |       |

| Estádio Cidade de Coimbra, Coimbra Nézőszám: 28 214 Játékvezető: Valentyin Ivanov (orosz) |

| 2004. június 17. 19:45 (20:45) |

| Horvátország                   | 2–2                         | Franciaország                   |
| ------------------------------ | --------------------------- | ------------------------------- |
| Rapaić 48' (11-esből) Pršo 52' | (0–1) Jegyzőkönyv Részletek | Tudor 22' (öngól) Trezeguet 64' |

| Estádio Dr. Magalhães Pessoa, Leiria Nézőszám: 29 160 Játékvezető: Kim Milton Nielsen (dán) |

| 2004. június 21. 19:45 (20:45) |

| Horvátország          | 2–4                         | Anglia                                   |
| --------------------- | --------------------------- | ---------------------------------------- |
| N. Kovač 5' Tudor 73' | (1–1) Jegyzőkönyv Részletek | Scholes 40' Rooney 45+1' 68' Lampard 79' |

| Estádio da Luz, Lisszabon Nézőszám: 57 047 Játékvezető: Pierluigi Collina (olasz) |

| 2004. június 21. 19:45 (20:45) |

| Svájc          | 1–3                         | Franciaország            |
| -------------- | --------------------------- | ------------------------ |
| Vonlanthen 26' | (1–1) Jegyzőkönyv Részletek | Zidane 20' Henry 76' 84' |

| Estádio Cidade de Coimbra, Coimbra Nézőszám: 28 111 Játékvezető: Ľuboš Micheľ (szlovák) |

### C csoport
| Hely. | Csapat      | M | Gy | D | V | G+ | G– | Gk | P | Továbbjutás                                |
| ----- | ----------- | - | -- | - | - | -- | -- | -- | - | ------------------------------------------ |
| 1.    | Svédország  | 3 | 1  | 2 | 0 | 8  | 3  | +5 | 5 | Továbbjutott az egyenes kieséses szakaszba |
| 2.    | Dánia       | 3 | 1  | 2 | 0 | 4  | 2  | +2 | 5 | Továbbjutott az egyenes kieséses szakaszba |
| 3.    | Olaszország | 3 | 1  | 2 | 0 | 3  | 2  | +1 | 5 |                                            |
| 4.    | Bulgária    | 3 | 0  | 0 | 3 | 1  | 9  | −8 | 0 |                                            |

1. 1 2 3  Az egymás elleni pontszám (2) és az egymás elleni gólkülönbség (0) döntetlen. Az egymás ellen szerzett gólok: Svédország 3, Dánia 2, Olaszország 1.

| 2004. június 14. 17:00 (18:00) |

| Dánia | 0–0                   | Olaszország |
| ----- | --------------------- | ----------- |
|       | Jegyzőkönyv Részletek |             |

| Estádio D. Afonso Henriques, Guimarães Nézőszám: 29 595 Játékvezető: Manuel Mejuto González (spanyol) |

| 2004. június 14. 19:45 (20:45) |

| Svédország                                                             | 5–0                         | Bulgária |
| ---------------------------------------------------------------------- | --------------------------- | -------- |
| Ljungberg 32' Larsson 57' 58' Ibrahimović 78' (11-esből) Allbäck 90+1' | (1–0) Jegyzőkönyv Részletek |          |

| Estádio José Alvalade, Lisszabon Nézőszám: 31 652 Játékvezető: Michael Riley (angol) |

| 2004. június 18. 17:00 (18:00) |

| Bulgária | 0–2                         | Dánia                       |
| -------- | --------------------------- | --------------------------- |
|          | (0–1) Jegyzőkönyv Részletek | Tomasson 44' Grønkjær 90+2' |

| Estádio Municipal de Braga, Braga Nézőszám: 24 131 Játékvezető: Lucílio Batista (portugál) |

| 2004. június 18. 19:45 (20:45) |

| Olaszország | 1–1                         | Svédország      |
| ----------- | --------------------------- | --------------- |
| Cassano 37' | (0–1) Jegyzőkönyv Részletek | Ibrahimović 85' |

| Estádio do Dragão, Porto Nézőszám: 44 926 Játékvezető: Urs Meier (svájci) |

| 2004. június 22. 19:45 (20:45) |

| Olaszország                | 2–1                         | Bulgária                 |
| -------------------------- | --------------------------- | ------------------------ |
| Perrotta 48' Cassano 90+4' | (0–1) Jegyzőkönyv Részletek | M. Petrov 45' (11-esből) |

| Estádio D. Afonso Henriques, Guimarães Nézőszám: 16 002 Játékvezető: Valentyin Ivanov (orosz) |

| 2004. június 22. 19:45 (20:45) |

| Dánia            | 2–2                         | Svédország                        |
| ---------------- | --------------------------- | --------------------------------- |
| Tomasson 28' 66' | (1–0) Jegyzőkönyv Részletek | Larsson 47' (11-esből) Jonson 89' |

| Estádio do Bessa Século XXI, Porto Nézőszám: 26 115 Játékvezető: Markus Merk (német) |

### D csoport
| Hely. | Csapat      | M | Gy | D | V | G+ | G– | Gk | P | Továbbjutás                                |
| ----- | ----------- | - | -- | - | - | -- | -- | -- | - | ------------------------------------------ |
| 1.    | Csehország  | 3 | 3  | 0 | 0 | 7  | 4  | +3 | 9 | Továbbjutott az egyenes kieséses szakaszba |
| 2.    | Hollandia   | 3 | 1  | 1 | 1 | 6  | 4  | +2 | 4 | Továbbjutott az egyenes kieséses szakaszba |
| 3.    | Németország | 3 | 0  | 2 | 1 | 2  | 3  | −1 | 2 |                                            |
| 4.    | Lettország  | 3 | 0  | 1 | 2 | 1  | 5  | −4 | 1 |                                            |

| 2004. június 15. 17:00 (18:00) |

| Csehország          | 2–1                         | Lettország         |
| ------------------- | --------------------------- | ------------------ |
| Baroš 73' Heinz 85' | (0–1) Jegyzőkönyv Részletek | Verpakovskis 45+1' |

| Estádio Municipal de Aveiro, Aveiro Nézőszám: 21 744 Játékvezető: Gilles Veissière (francia) |

| 2004. június 15. 19:45 (20:45) |

| Németország | 1–1                         | Hollandia          |
| ----------- | --------------------------- | ------------------ |
| Frings 30'  | (1–0) Jegyzőkönyv Részletek | van Nistelrooy 81' |

| Estádio do Dragão, Porto Nézőszám: 48 197 Játékvezető: Anders Frisk (svéd) |

| 2004. június 19. 17:00 (18:00) |

| Lettország | 0–0                   | Németország |
| ---------- | --------------------- | ----------- |
|            | Jegyzőkönyv Részletek |             |

| Estádio do Bessa Século XXI, Porto Nézőszám: 22 344 Játékvezető: Michael Riley (angol) |

| 2004. június 19. 19:45 (20:45) |

| Hollandia                   | 2–3                         | Csehország                      |
| --------------------------- | --------------------------- | ------------------------------- |
| Bouma 4' van Nistelrooy 19' | (2–1) Jegyzőkönyv Részletek | Koller 23' Baroš 71' Šmicer 88' |

| Estádio Municipal de Aveiro, Aveiro Nézőszám: 29 935 Játékvezető: Manuel Mejuto González (spanyol) |

| 2004. június 23. 19:45 (20:45) |

| Hollandia                                    | 3–0                         | Lettország |
| -------------------------------------------- | --------------------------- | ---------- |
| van Nistelrooy 27' (11-esből) 35' Makaay 84' | (2–0) Jegyzőkönyv Részletek |            |

| Estádio Municipal de Braga, Braga Nézőszám: 27 904 Játékvezető: Kim Milton Nielsen (dán) |

| 2004. június 23. 19:45 (20:45) |

| Németország | 1–2                         | Csehország          |
| ----------- | --------------------------- | ------------------- |
| Ballack 21' | (1–1) Jegyzőkönyv Részletek | Heinz 30' Baroš 77' |

| Estádio José Alvalade, Lisszabon Nézőszám: 46 849 Játékvezető: Terje Hauge (norvég) |

## Egyenes kieséses szakasz
|  |                         |               |                   |                        |   |             |                       |           |  |  |       |       |       |
|  | Negyeddöntők            | Negyeddöntők  | Negyeddöntők      |                        |   | Elődöntők   | Elődöntők             | Elődöntők |  |  | Döntő | Döntő | Döntő |
|  | Negyeddöntők            | Negyeddöntők  | Negyeddöntők      |                        |   | Elődöntők   | Elődöntők             | Elődöntők |  |  | Döntő | Döntő | Döntő |
|  | június 24. – Lisszabon  |               |                   |                        |   |             |                       |           |  |  |       |       |       |
|  |                         |               |                   |                        |   |             |                       |           |  |  |       |       |       |
|  | A1                      | Portugália    | 2 (6)             |                        |   |             |                       |           |  |  |       |       |       |
|  | A1                      | Portugália    | 2 (6)             | június 30. – Lisszabon |   |             |                       |           |  |  |       |       |       |
|  | B2                      | Anglia        | 2 (5)             |                        |   |             |                       |           |  |  |       |       |       |
|  | B2                      | Anglia        | 2 (5)             |                        |   | Portugália  | Portugália            | 2         |  |  |       |       |       |
|  | június 26. – Faro/Loulé |               |                   |                        |   | Portugália  | Portugália            | 2         |  |  |       |       |       |
|  |                         |               | Hollandia         | Hollandia              | 1 |             |                       |           |  |  |       |       |       |
|  | C1                      | Svédország    | Hollandia         | Hollandia              | 1 | 0 (4)       |                       |           |  |  |       |       |       |
|  | C1                      | Svédország    |                   |                        |   | 0 (4)       | július 4. – Lisszabon |           |  |  |       |       |       |
|  | D2                      | Hollandia     | 0 (5)             |                        |   |             |                       |           |  |  |       |       |       |
|  | D2                      | Hollandia     | 0 (5)             |                        |   | Portugália  | Portugália            | 0         |  |  |       |       |       |
|  | június 25. – Lisszabon  |               |                   |                        |   | Portugália  | Portugália            | 0         |  |  |       |       |       |
|  |                         |               | Görögország       | Görögország            | 1 |             |                       |           |  |  |       |       |       |
|  | B1                      | Franciaország | Görögország       | Görögország            | 1 | 0           |                       |           |  |  |       |       |       |
|  | B1                      | Franciaország | július 1. – Porto |                        |   | 0           |                       |           |  |  |       |       |       |
|  | A2                      | Görögország   | 1                 |                        |   |             |                       |           |  |  |       |       |       |
|  | A2                      | Görögország   | 1                 |                        |   | Görögország | Görögország           | 1         |  |  |       |       |       |
|  | június 27. – Porto      |               |                   |                        |   | Görögország | Görögország           | 1         |  |  |       |       |       |
|  |                         |               | Csehország        | Csehország             | 0 |             |                       |           |  |  |       |       |       |
|  | D1                      | Csehország    | Csehország        | Csehország             | 0 | 3           |                       |           |  |  |       |       |       |
|  | D1                      | Csehország    |                   |                        |   |             |                       |           |  |  |       |       |       |
|  | C2                      | Dánia         | 0                 |                        |   |             |                       |           |  |  |       |       |       |
|  | C2                      | Dánia         | 0                 |                        |   |             |                       |           |  |  |       |       |       |
|  |                         |               |                   |                        |   |             |                       |           |  |  |       |       |       |

### Negyeddöntők
| 2004. június 24. 19:45 (20:45) |

| Portugália                                           | 2–2 (h. u.)                           | Anglia                                             |
| ---------------------------------------------------- | ------------------------------------- | -------------------------------------------------- |
| Postiga 83' Rui Costa 110'                           | (0–1, 1–1, 1–1) Jegyzőkönyv Részletek | Owen 3' Lampard 115'                               |
| Büntetőpárbaj                                        |                                       |                                                    |
| Deco Simão Rui Costa Ronaldo Maniche Postiga Ricardo | 6–5                                   | Beckham Owen Lampard Terry Hargreaves Cole Vassell |

| Estádio da Luz, Lisszabon Nézőszám: 65 000 Játékvezető: Urs Meier (svájci) |

| 2004. június 25. 19:45 (20:45) |

| Franciaország | 0–1                         | Görögország     |
| ------------- | --------------------------- | --------------- |
|               | (0–0) Jegyzőkönyv Részletek | Harisztéasz 65' |

| Estádio José Alvalade, Lisszabon Nézőszám: 45 390 Játékvezető: Anders Frisk (svéd) |

| 2004. június 26. 19:45 (20:45) |

| Svédország                                                   | 0–0 (h. u.)           | Hollandia                                           |
| ------------------------------------------------------------ | --------------------- | --------------------------------------------------- |
|                                                              | Jegyzőkönyv Részletek |                                                     |
| Büntetőpárbaj                                                |                       |                                                     |
| Källström Larsson Ibrahimović Ljungberg Wilhelmsson Mellberg | 4–5                   | van Nistelrooy Heitinga Reiziger Cocu Makaay Robben |

| Estádio do Algarve, Loulé Nézőszám: 30 000 Játékvezető: Ľuboš Micheľ (szlovák) |

| 2004. június 27. 19:45 (20:45) |

| Csehország               | 3–0                         | Dánia |
| ------------------------ | --------------------------- | ----- |
| Koller 49' Baroš 63' 65' | (0–0) Jegyzőkönyv Részletek |       |

| Estádio do Dragão, Porto Nézőszám: 41 092 Játékvezető: Valentyin Valentyinovics Ivanov (orosz) |

### Elődöntők
| 2004. június 30. 19:45 (20:45) |

| Portugália              | 2–1                         | Hollandia           |
| ----------------------- | --------------------------- | ------------------- |
| Ronaldo 26' Maniche 58' | (1–0) Jegyzőkönyv Részletek | Andrade 63' (öngól) |

| Estádio José Alvalade, Lisszabon Nézőszám: 46 679 Játékvezető: Anders Frisk (svéd) |

| 2004. július 1. 19:45 (20:45) |

| Görögország   | 1–0 (h. u.)                      | Csehország |
| ------------- | -------------------------------- | ---------- |
| Délasz 105+1' | (0–0, 0–0) Jegyzőkönyv Részletek |            |

| Estádio do Dragão, Porto Nézőszám: 42 449 Játékvezető: Pierluigi Collina (olasz) |

### Döntő
| 2004. július 4. 19:45 (20:45) |

| Portugália | 0–1               | Görögország     |
| ---------- | ----------------- | --------------- |
|            | (0–0) Jegyzőkönyv | Harisztéasz 57' |

| Estádio da Luz, Lisszabon Nézőszám: 62 865 Játékvezető: Markus Merk (német) |

| A 2004-es labdarúgó-Európa-bajnokság győztese |
| --------------------------------------------- |
| · Görögország · 1. cím                        |

## Gólszerzők
5 gólos
- Milan Baroš

4 gólos
- Wayne Rooney
- Ruud van Nistelrooy

3 gólos
- Jon Dahl Tomasson
- Frank Lampard
- Zinédine Zidane
- Ángelosz Harisztéasz
- Henrik Larsson

2 gólos
| - Marek Heinz - Jan Koller - Thierry Henry | - Antonio Cassano - Cristiano Ronaldo - Maniche | - Rui Costa - Zlatan Ibrahimović |

1 gólos
| - Michael Owen - Paul Scholes - Steven Gerrard - Martin Petrov - Vladimír Šmicer - Jesper Grønkjær - David Trezeguet - Ángelosz Baszinász - Jórgosz Karangúnisz - Traianósz Délasz - Zíszisz Vrízasz | - Roy Makaay - Wilfred Bouma - Dado Pršo - Igor Tudor - Milan Rapaić - Niko Kovač - Māris Verpakovskis - Michael Ballack - Torsten Frings - Simone Perrotta | - Dmitrij Bulikin - Dmitrij Kiricsenko - Hélder Postiga - Nuno Gomes - Fernando Morientes - Juan Carlos Valerón - Johan Vonlanthen - Fredrik Ljungberg - Marcus Allbäck - Mattias Jonson |

Öngólok
- Igor Tudor (Franciaország ellen)
- Jorge Andrade (Hollandia ellen)

## Díjak
All-Star csapat
| Kapusok                         | Hátvédek | Középpályások                                                                                      | Csatárok |
| ------------------------------- | --- | -------------------------------------------------------------------------------------------------- | --- |
| Petr Čech Andónisz Nikopolídisz | Sol Campbell Ashley Cole Traianósz Délasz Olof Mellberg Ricardo Carvalho Júrkasz Szeitarídisz Gianluca Zambrotta | Michael Ballack Luís Figo Frank Lampard Maniche Pavel Nedvěd Theódorosz Zagorákisz Zinédine Zidane | Milan Baroš Ángelosz Harisztéasz Henrik Larsson Cristiano Ronaldo Wayne Rooney Jon Dahl Tomasson Ruud van Nistelrooy |

Az Eb legjobb játékosa
- Theódorosz Zagorákisz

## Végeredmény

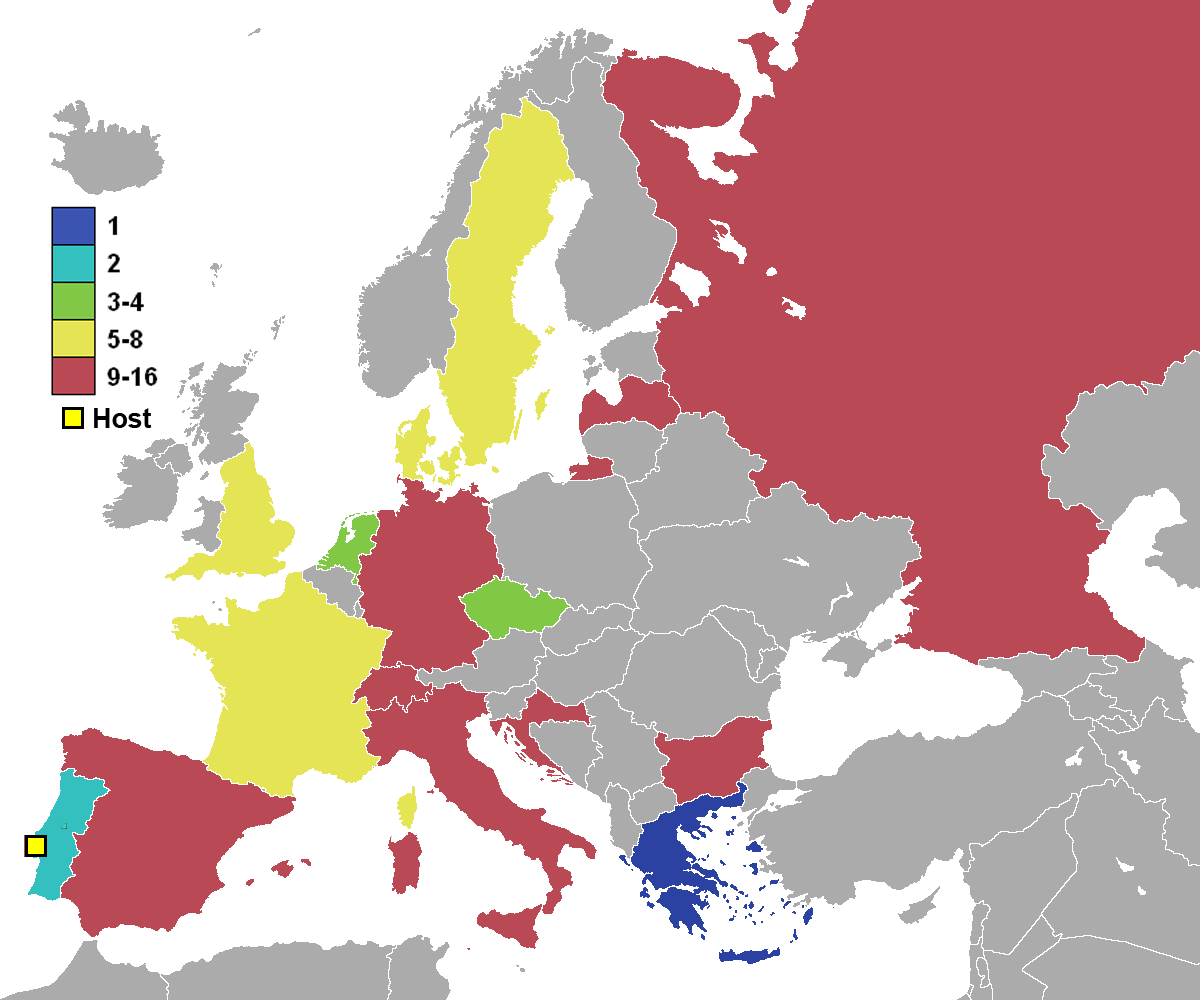
A 2004-es labdarúgó-Európa-bajnokságon részt vevő országok helyezései

Az első két helyezett utáni sorrend nem tekinthető hivatalosnak, mivel ezekért a helyekért nem játszottak mérkőzéseket. Ezért e helyezések meghatározásához az alábbiak lettek figyelembe véve:
1. több szerzett pont (a 11-esekkel eldöntött találkozók a hosszabbítást követő eredménnyel, döntetlenként vannak feltüntetve)
2. jobb gólkülönbség
3. több szerzett gól

| Hely.                    | Csapat         | M | Gy | D | V | G+ | G– | Gk | P  |
| ------------------------ | -------------- | - | -- | - | - | -- | -- | -- | -- |
| 1. helyezett, aranyérmes | Görögország    | 6 | 4  | 1 | 1 | 7  | 4  | +3 | 13 |
| 2. helyezett, ezüstérmes | Portugália (R) | 6 | 3  | 1 | 2 | 8  | 6  | +2 | 10 |
| 3. helyezett, bronzérmes | Csehország     | 5 | 4  | 0 | 1 | 10 | 5  | +5 | 12 |
| 3. helyezett, bronzérmes | Hollandia      | 5 | 1  | 2 | 2 | 7  | 6  | +1 | 5  |
|                          |                |   |    |   |   |    |    |    |    |
| 5.                       | Anglia         | 4 | 2  | 1 | 1 | 10 | 6  | +4 | 7  |
| 6.                       | Franciaország  | 4 | 2  | 1 | 1 | 7  | 5  | +2 | 7  |
| 7.                       | Svédország     | 4 | 1  | 3 | 0 | 8  | 3  | +5 | 6  |
| 8.                       | Dánia          | 4 | 1  | 2 | 1 | 4  | 5  | −1 | 5  |
|                          |                |   |    |   |   |    |    |    |    |
| 9.                       | Olaszország    | 3 | 1  | 2 | 0 | 3  | 2  | +1 | 5  |
| 10.                      | Spanyolország  | 3 | 1  | 1 | 1 | 2  | 2  | 0  | 4  |
| 11.                      | Oroszország    | 3 | 1  | 0 | 2 | 2  | 4  | −2 | 3  |
| 12.                      | Németország    | 3 | 0  | 2 | 1 | 2  | 3  | −1 | 2  |
| 13.                      | Horvátország   | 3 | 0  | 2 | 1 | 4  | 6  | −2 | 2  |
| 14.                      | Lettország     | 3 | 0  | 1 | 2 | 1  | 5  | −4 | 1  |
| 15.                      | Svájc          | 3 | 0  | 1 | 2 | 1  | 6  | −5 | 1  |
| 16.                      | Bulgária       | 3 | 0  | 0 | 3 | 1  | 9  | −8 | 0  |

## Közvetítések
Az addigi Európa-bajnokságokhoz hasonlóan Magyarországon az MTV rendelkezett a közvetítési jogokkal. Az összes mérkőzést élőben, helyszínről kommentálva sugározták, többnyire az M1-en, az utolsó csoportkör párhuzamos mérkőzéseit az M2-n. A kommentátorok a csoportmérkőzések során Faragó Richard, Egri Viktor és Matuz Krisztián voltak, az egyenes kieséses szakaszra Faragó maradt kint.